# أن تسرق بطرس لسداد بولس

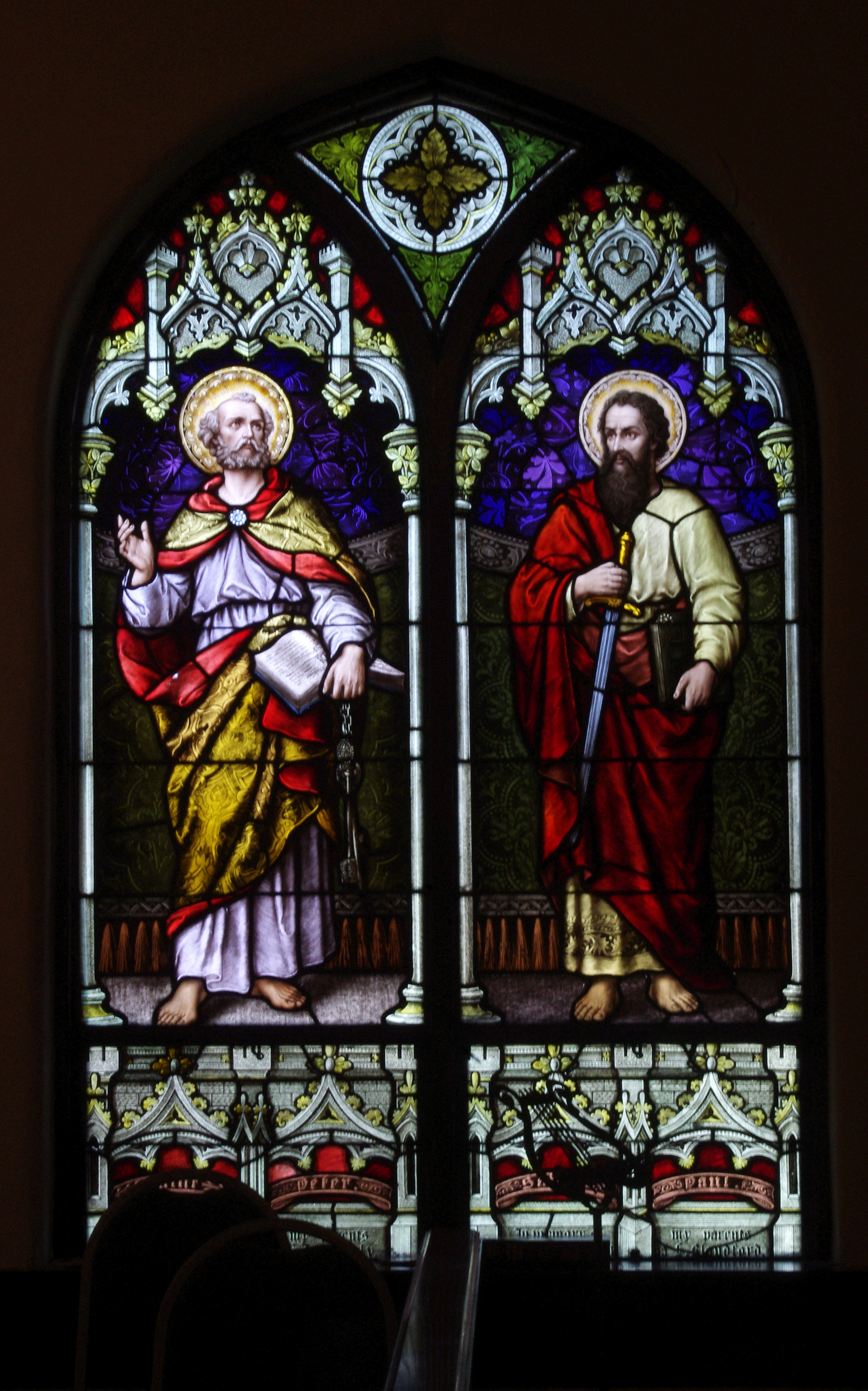
تصوير من الزجاج الملون للقديسين بطرس وبولس.

"أن تسرق بطرس لتدفع لبولس"، أو الإصدارات الأخرى التي تطورت على مر القرون مثل "أن تقترض من بطرس لتدفع لبولس"، و"أن تجرد بطرس ليلبس بولس"، هي عبارات بمعنى الأخذ من شخص أو شيء ليعطي لآخر، خاصة عندما يؤدي ذلك إلى القضاء على دين بتحمل دين آخر. هناك العديد من المتغيرات الأخرى والعبارات المماثلة في العديد من اللغات. "مناورة الرسل"، التي لها نفس المعنى مشتقة من هذه العبارة.
تقول الأساطير الإنجليزية إن هذا التعبير يشير إلى حدث في إنجلترا عام 1550، حيث اعتبرت كنيسة الدير المخصصة للقديس بطرس في ويستمنستر ككاتدرائية بواسطة أوراق براءة؛ ولكن بعد عشر سنوات دمجت في أبرشية لندن عندما حلت أبرشية ويستمنستر، وبضع سنوات بعد ذلك استخدمت العديد من أصولها لإجراء إصلاحات في كاتدرائية القديس بول. ومع ذلك، كانت هذه العبارة شائعة حتى قبل ذلك، حيث يعود تاريخها على الأقل إلى عام 1380.
قد يكون هذا التعبير قد نشأ في الإنجليزية الوسطى كتركيب لأسماء شائعة - على سبيل المثال، مثل توم، ديك، وهاري - مع ارتفاق الدلالات الدينية لاحقًا، أو بديلاً كإشارة إلى القديس بطرس والقديس بولس (اللذين يُصوَّران كثيرًا معًا في الفن المسيحي ويُعاملان بشكل مماثل في اللاهوت). أحد الأسباب وراء الاستخدام المتكرر للاسمين في التعبيرات هي الترابط الذي يشكلونه من حيث التأليف. القديسان بطرس وبولس المذكوران سابقًا كانوا من رسل المسيح، وكان كل منهما استشهد في روما القديمة وكان لديهما نفس يوم العيد (أي عيد القديسين بطرس وبولس في 29 يونيو). اليوم، يحدث العيد بمراقبة محدودة، ولكن كان يحتفل به على نطاق واسع داخل إنجلترا في العصور الوسطى. كانت العديد من الكنائس هناك مكرسة للزوج. وكل ذلك، جنبًا إلى جنب مع الشعب الإنجليزي الوسطى كونهم مسيحيين تقريبًا على نطاق واسع، جعلت من الشائع جدًا سماع هذين الاسمين معًا.
"سرقة بيتر المُختار لدفع لبول الجماعي" هي تكييف لعبارة روديارد كيبلينج، والتي استخدمها لانتقاد مفاهيم إعادة توزيع الدخل والجماعية. قام كيبلينغ بتضمين هذا التعبير في قصيدته "آلهة رؤوس الأقلام"، وجادل بأنه يجب أن يضمَّن في "التعاليم المسيحية" للمنظمة المركزية المحافظة؛ حيث كان الدرس الذي ينقله التعبير في نسخة كيبلينغ، والقصيدة بشكل عام، هو أن "يمكن إنشاء صندوق الأجور لتحفيز الرخاء للآخرين فقط من خلال التوفيرات الحكيمة للأفراد المقتصدين."